# Rhopalothrix subspatulata
Rhopalothrix subspatulata is een mierensoort uit de onderfamilie van de Myrmicinae. De wetenschappelijke naam van de soort is voor het eerst geldig gepubliceerd in 2013 door Longino & Boudinot.